# UGC 7576
UGC 7576 — дисковая галактика повернутая к Земле ребром с выраженым балджем, почти перпендикулярным диску, с низкой поверхностной яркостью. В галактике обнаружена масса HI в два миллиарда солнечных масс.  Объект имеет необычно высокое отношение массы к светимости, равное 30.
Галактику так же относят к классу галактик с полярным кольцом.
Галактика UGC 7576 окружена полярным кольцом или диском из газа и звезд. В кольце находится несколько миллиардов M☉ HI , простирающихся по крайней мере на 25 кпк от бедного газом центра галактики. Несмотря на чрезвычайное количество газа, ни одно из колец не показывает узлов зарождения молодых звезд. Данные наблюдения HI показывают, что кольца представляют собой не радиально тонкие кольца, а широкие диски с центральными отверстиями.
Кольцо вокруг UGC 7576 наклонено примерно на 15 градусов от полярной оси и также имеет слегка изогнутую форму. Наклонные газовые орбиты в UGC 7576 должны прецессировать в гравитационном поле сплющенной центральной галактики; внутренние орбиты имеют тенденцию прецессировать быстрее, закручивая кольцо. Барионное содержимое кольца сопоставимо с содержанием центрального звездного скопления. Таким образом, наклонное кольцо может быть стабилизировано собственной гравитацией, так что оно прецессирует как единое целое и может оставаться нескрученным.
Галактика столь необычной формы могла сформироваться благодаря холодной аккреции.